# NGC 2983
NGC 2983 is een balkspiraalstelsel in het sterrenbeeld Waterslang. Het hemelobject werd op 10 maart 1785 ontdekt door de Duits-Britse astronoom William Herschel.

## HD 84257
Vanaf de aarde gezien bevindt het stelsel NGC 2983 zich schijnbaar net ten zuidzuidoosten van de ster HD 84257. Amateurastronomen kunnen HD 84257 aanwenden als gidsster om NGC 2983 op te sporen.

## Synoniemen
- ESO 566-3
- MCG -3-25-17
- UGCA 176
- PGC 27840